# Critérium del Dauphiné 2025
La 77.ª edición de la competición ciclista Critérium del Dauphiné fue una carrera de ciclismo en ruta por etapas que se celebró entre el 8 y el 15 de junio de 2025 en Francia con inicio en la ciudad de Domérat y final en Mont Cenis sobre un recorrido de 1199,6 kilómetros.
La carrera formó parte del UCI WorldTour 2025, calendario ciclístico de máximo nivel mundial, siendo la vigésima tercera carrera de dicho circuito. El vencedor fue el esloveno Tadej Pogačar del UAE Emirates XRG, quien estuvo acompañado en el podio por el danés Jonas Vingegaard del Visma | Lease a Bike y el alemán Florian Lipowitz del Red Bull-BORA-hansgrohe, segundo y tercer clasificado respectivamente.

## Equipos participantes
Tomaron parte en la carrera 22 equipos: 18 de categoría UCI WorldTeam y 4 de categoría UCI ProTeam. Formaron así un pelotón de 154 ciclistas de los que acabaron 128. Los equipos participantes fueron:
| WorldTeams (18)- Alpecin-Deceuninck - Arkéa-B&B Hotels - Bahrain-Victorious - Cofidis - Decathlon AG2R La Mondiale Team - EF Education-EasyPost - Groupama-FDJ - Ineos Grenadiers - Intermarché-Wanty - Lidl-Trek - Movistar Team - Red Bull-BORA-hansgrohe - Soudal Quick-Step - Team Jayco AlUla - Team Picnic-PostNL - Team Visma \| Lease a Bike - UAE Team Emirates XRG - XDS Astana Team ProTeams (4)- Israel-Premier Tech - Team TotalEnergies - Tudor Pro Cycling Team - Uno-X Mobility |
| |

## Recorrido
El Critérium del Dauphiné dispuso de ocho etapas divido en cuatro etapas escarpadas, una de media montaña, dos etapas de alta montaña y una contrarreloj individual para un recorrido total de 1199,6 kilómetros.
| Etapa     | Fecha     | Recorrido                       | type                    | Distancia (km) | Desnivel (m) | Ganador         | Líder           |
| --------- | --------- | ------------------------------- | ----------------------- | -------------- | ------------ | --------------- | --------------- |
| 1.ª etapa | 8 de jun  | Domérat – Montluçon             | etapa escarpada         | 195,8          | 2279 m       | Tadej Pogačar   | Tadej Pogačar   |
| 2.ª etapa | 9 de jun  | Prémilhat – Issoire             | etapa escarpada         | 204,6          | 2813 m       | Jonathan Milan  | Jonathan Milan  |
| 3.ª etapa | 10 de jun | Brioude – Charantonnay          | etapa escarpada         | 207,2          | 3036 m       | Iván Romeo      | Iván Romeo      |
| 4.ª etapa | 11 de jun | Charmes-sur-Rhône – Saint-Péray | contrarreloj individual | 17,4           | 214 m        | Remco Evenepoel | Remco Evenepoel |
| 5.ª etapa | 12 de jun | Saint-Priest – Mâcon            | etapa escarpada         | 183            | 1705 m       | Jake Stewart    | Remco Evenepoel |
| 6.ª etapa | 13 de jun | Valserhône – Combloux           | etapa de media montaña  | 126,7          | 2485 m       | Tadej Pogačar   | Tadej Pogačar   |
| 7.ª etapa | 14 de jun | Grand-Aigueblanche – Valmeinier | etapa de montaña        | 131,6          | 4815 m       | Tadej Pogačar   | Tadej Pogačar   |
| 8.ª etapa | 15 de jun | Val-d'Arc – Mont Cenis          | etapa de montaña        | 133,3          | 3531 m       | Lenny Martinez  | Tadej Pogačar   |

## Desarrollo de la carrera

### 1.ª etapa
| Domérat - Montluçon | etapa escarpada | (195,8 km) |

| \| Clasificación de la etapa \| Clasificación de la etapa \| Clasificación de la etapa \| Clasificación de la etapa \| Clasificación de la etapa \| \| Ciclista \| Ciclista \| Equipo \| Tiempo \| \| \| ------------------------- \| ------------------------- \| -------------------------- \| ------------------------- \| ------------------------- \| \| 1.º \| Tadej Pogačar \| UAE Team Emirates XRG \| 4 h 40 min 12 s \| \| \| 2.º \| Jonas Vingegaard \| Team Visma \\| Lease a Bike \| + 0 s \| \| \| 3.º \| Mathieu van der Poel \| Alpecin-Deceuninck \| + 0 s \| \| \| 4.º \| Remco Evenepoel \| Soudal Quick-Step \| + 0 s \| \| \| 5.º \| Jake Stewart \| Israel-Premier Tech \| + 0 s \| \| \| 6.º \| Hugo Page \| Intermarché-Wanty \| + 0 s \| \| \| 7.º \| Bastien Tronchon \| Decathlon-AG2R La Mondiale \| + 0 s \| \| \| 8.º \| Clément Venturini \| Arkéa-B&B Hotels \| + 0 s \| \| \| 9.º \| Benjamin Thomas \| Cofidis \| + 0 s \| \| \| 10.º \| Paul Penhoët \| Groupama-FDJ \| + 0 s \| \| |                      |                            |                 |
| |                      |                            |                 |
| Fuente: ProCyclingStats |                      |                            |                 |
| Clasificación de la etapa |                      |                            |                 |
| Ciclista | Ciclista             | Equipo                     | Tiempo          |
| 1.º | Tadej Pogačar        | UAE Team Emirates XRG      | 4 h 40 min 12 s |
| 2.º | Jonas Vingegaard     | Team Visma \| Lease a Bike | + 0 s           |
| 3.º | Mathieu van der Poel | Alpecin-Deceuninck         | + 0 s           |
| 4.º | Remco Evenepoel      | Soudal Quick-Step          | + 0 s           |
| 5.º | Jake Stewart         | Israel-Premier Tech        | + 0 s           |
| 6.º | Hugo Page            | Intermarché-Wanty          | + 0 s           |
| 7.º | Bastien Tronchon     | Decathlon-AG2R La Mondiale | + 0 s           |
| 8.º | Clément Venturini    | Arkéa-B&B Hotels           | + 0 s           |
| 9.º | Benjamin Thomas      | Cofidis                    | + 0 s           |
| 10.º | Paul Penhoët         | Groupama-FDJ               | + 0 s           |

| \| Clasificación general \| Clasificación general \| Clasificación general \| Clasificación general \| Clasificación general \| \| Ciclista \| Ciclista \| Equipo \| Tiempo \| \| \| --------------------- \| --------------------- \| -------------------------- \| --------------------- \| --------------------- \| \| 1.º \| Tadej Pogačar \| UAE Team Emirates XRG \| 4 h 40 min 02 s \| \| \| 2.º \| Jonas Vingegaard \| Team Visma \\| Lease a Bike \| + 4 s \| \| \| 3.º \| Mathieu van der Poel \| Alpecin-Deceuninck \| + 6 s \| \| \| 4.º \| Nils Politt \| UAE Team Emirates XRG \| + 9 s \| \| \| 5.º \| Remco Evenepoel \| Soudal Quick-Step \| + 10 s \| \| \| 6.º \| Jake Stewart \| Israel-Premier Tech \| + 10 s \| \| \| 7.º \| Hugo Page \| Intermarché-Wanty \| + 10 s \| \| \| 8.º \| Bastien Tronchon \| Decathlon-AG2R La Mondiale \| + 10 s \| \| \| 9.º \| Clément Venturini \| Arkéa-B&B Hotels \| + 10 s \| \| \| 10.º \| Benjamin Thomas \| Cofidis \| + 10 s \| \| |                      |                            |                 |
| |                      |                            |                 |
| Fuente: ProCyclingStats |                      |                            |                 |
| Clasificación general |                      |                            |                 |
| Ciclista | Ciclista             | Equipo                     | Tiempo          |
| 1.º | Tadej Pogačar        | UAE Team Emirates XRG      | 4 h 40 min 02 s |
| 2.º | Jonas Vingegaard     | Team Visma \| Lease a Bike | + 4 s           |
| 3.º | Mathieu van der Poel | Alpecin-Deceuninck         | + 6 s           |
| 4.º | Nils Politt          | UAE Team Emirates XRG      | + 9 s           |
| 5.º | Remco Evenepoel      | Soudal Quick-Step          | + 10 s          |
| 6.º | Jake Stewart         | Israel-Premier Tech        | + 10 s          |
| 7.º | Hugo Page            | Intermarché-Wanty          | + 10 s          |
| 8.º | Bastien Tronchon     | Decathlon-AG2R La Mondiale | + 10 s          |
| 9.º | Clément Venturini    | Arkéa-B&B Hotels           | + 10 s          |
| 10.º | Benjamin Thomas      | Cofidis                    | + 10 s          |

### 2.ª etapa
| Prémilhat - Issoire | etapa escarpada | (204,6 km) |

| \| Clasificación de la etapa \| Clasificación de la etapa \| Clasificación de la etapa \| Clasificación de la etapa \| Clasificación de la etapa \| \| Ciclista \| Ciclista \| Equipo \| Tiempo \| \| \| ------------------------- \| ------------------------- \| -------------------------- \| ------------------------- \| ------------------------- \| \| 1.º \| Jonathan Milan \| Lidl-Trek \| 4 h 54 min 49 s \| \| \| 2.º \| Fred Wright \| Bahrain Victorious \| + 0 s \| \| \| 3.º \| Mathieu van der Poel \| Alpecin-Deceuninck \| + 0 s \| \| \| 4.º \| Stian Fredheim \| Uno-X Mobility \| + 0 s \| \| \| 5.º \| Émilien Jeannière \| Team TotalEnergies \| + 0 s \| \| \| 6.º \| Bastien Tronchon \| Decathlon-AG2R La Mondiale \| + 0 s \| \| \| 7.º \| Yevgueni Fiodorov \| XDS Astana Team \| + 0 s \| \| \| 8.º \| Matis Louvel \| Israel-Premier Tech \| + 0 s \| \| \| 9.º \| Clément Venturini \| Arkéa-B&B Hotels \| + 0 s \| \| \| 10.º \| Matteo Trentin \| Tudor Pro Cycling Team \| + 0 s \| \| |                      |                            |                 |
| |                      |                            |                 |
| Fuente: ProCyclingStats |                      |                            |                 |
| Clasificación de la etapa |                      |                            |                 |
| Ciclista | Ciclista             | Equipo                     | Tiempo          |
| 1.º | Jonathan Milan       | Lidl-Trek                  | 4 h 54 min 49 s |
| 2.º | Fred Wright          | Bahrain Victorious         | + 0 s           |
| 3.º | Mathieu van der Poel | Alpecin-Deceuninck         | + 0 s           |
| 4.º | Stian Fredheim       | Uno-X Mobility             | + 0 s           |
| 5.º | Émilien Jeannière    | Team TotalEnergies         | + 0 s           |
| 6.º | Bastien Tronchon     | Decathlon-AG2R La Mondiale | + 0 s           |
| 7.º | Yevgueni Fiodorov    | XDS Astana Team            | + 0 s           |
| 8.º | Matis Louvel         | Israel-Premier Tech        | + 0 s           |
| 9.º | Clément Venturini    | Arkéa-B&B Hotels           | + 0 s           |
| 10.º | Matteo Trentin       | Tudor Pro Cycling Team     | + 0 s           |

| \| Clasificación general \| Clasificación general \| Clasificación general \| Clasificación general \| Clasificación general \| \| Ciclista \| Ciclista \| Equipo \| Tiempo \| \| \| --------------------- \| --------------------- \| -------------------------- \| --------------------- \| --------------------- \| \| 1.º \| Jonathan Milan \| Lidl-Trek \| 9 h 34 min 51 s \| \| \| 2.º \| Tadej Pogačar \| UAE Team Emirates XRG \| + 0 s \| \| \| 3.º \| Mathieu van der Poel \| Alpecin-Deceuninck \| + 2 s \| \| \| 4.º \| Fred Wright \| Bahrain Victorious \| + 4 s \| \| \| 5.º \| Jonas Vingegaard \| Team Visma \\| Lease a Bike \| + 4 s \| \| \| 6.º \| Hugo Page \| Intermarché-Wanty \| + 8 s \| \| \| 7.º \| Anders Foldager \| Team Jayco AlUla \| + 9 s \| \| \| 8.º \| Nils Politt \| UAE Team Emirates XRG \| + 9 s \| \| \| 9.º \| Bastien Tronchon \| Decathlon-AG2R La Mondiale \| + 10 s \| \| \| 10.º \| Émilien Jeannière \| Team TotalEnergies \| + 10 s \| \| |                      |                            |                 |
| |                      |                            |                 |
| Fuente: ProCyclingStats |                      |                            |                 |
| Clasificación general |                      |                            |                 |
| Ciclista | Ciclista             | Equipo                     | Tiempo          |
| 1.º | Jonathan Milan       | Lidl-Trek                  | 9 h 34 min 51 s |
| 2.º | Tadej Pogačar        | UAE Team Emirates XRG      | + 0 s           |
| 3.º | Mathieu van der Poel | Alpecin-Deceuninck         | + 2 s           |
| 4.º | Fred Wright          | Bahrain Victorious         | + 4 s           |
| 5.º | Jonas Vingegaard     | Team Visma \| Lease a Bike | + 4 s           |
| 6.º | Hugo Page            | Intermarché-Wanty          | + 8 s           |
| 7.º | Anders Foldager      | Team Jayco AlUla           | + 9 s           |
| 8.º | Nils Politt          | UAE Team Emirates XRG      | + 9 s           |
| 9.º | Bastien Tronchon     | Decathlon-AG2R La Mondiale | + 10 s          |
| 10.º | Émilien Jeannière    | Team TotalEnergies         | + 10 s          |

### 3.ª etapa
| Brioude - Charantonnay | etapa escarpada | (207,2 km) |

| \| Clasificación de la etapa \| Clasificación de la etapa \| Clasificación de la etapa \| Clasificación de la etapa \| Clasificación de la etapa \| \| Ciclista \| Ciclista \| Equipo \| Tiempo \| \| \| ------------------------- \| ------------------------- \| ------------------------- \| ------------------------- \| ------------------------- \| \| 1.º \| Iván Romeo \| Movistar Team \| 4 h 34 min 10 s \| \| \| 2.º \| Harold Tejada \| XDS Astana Team \| + 14 s \| \| \| 3.º \| Louis Barré \| Intermarché-Wanty \| + 14 s \| \| \| 4.º \| Florian Lipowitz \| Red Bull-Bora-Hansgrohe \| + 14 s \| \| \| 5.º \| Mathieu van der Poel \| Alpecin-Deceuninck \| + 27 s \| \| \| 6.º \| Axel Laurance \| Ineos Grenadiers \| + 27 s \| \| \| 7.º \| Brieuc Rolland \| Groupama-FDJ \| + 27 s \| \| \| 8.º \| Julien Bernard \| Lidl-Trek \| + 27 s \| \| \| 9.º \| Andreas Leknessund \| Uno-X Mobility \| + 27 s \| \| \| 10.º \| Edward Dunbar \| Team Jayco AlUla \| + 27 s \| \| |                      |                         |                 |
| |                      |                         |                 |
| Fuente: ProCyclingStats |                      |                         |                 |
| Clasificación de la etapa |                      |                         |                 |
| Ciclista | Ciclista             | Equipo                  | Tiempo          |
| 1.º | Iván Romeo           | Movistar Team           | 4 h 34 min 10 s |
| 2.º | Harold Tejada        | XDS Astana Team         | + 14 s          |
| 3.º | Louis Barré          | Intermarché-Wanty       | + 14 s          |
| 4.º | Florian Lipowitz     | Red Bull-Bora-Hansgrohe | + 14 s          |
| 5.º | Mathieu van der Poel | Alpecin-Deceuninck      | + 27 s          |
| 6.º | Axel Laurance        | Ineos Grenadiers        | + 27 s          |
| 7.º | Brieuc Rolland       | Groupama-FDJ            | + 27 s          |
| 8.º | Julien Bernard       | Lidl-Trek               | + 27 s          |
| 9.º | Andreas Leknessund   | Uno-X Mobility          | + 27 s          |
| 10.º | Edward Dunbar        | Team Jayco AlUla        | + 27 s          |

| \| Clasificación general \| Clasificación general \| Clasificación general \| Clasificación general \| Clasificación general \| \| Ciclista \| Ciclista \| Equipo \| Tiempo \| \| \| --------------------- \| --------------------- \| ----------------------- \| --------------------- \| --------------------- \| \| 1.º \| Iván Romeo \| Movistar Team \| 14 h 09 min 01 s \| \| \| 2.º \| Louis Barré \| Intermarché-Wanty \| + 17 s \| \| \| 3.º \| Harold Tejada \| XDS Astana Team \| + 18 s \| \| \| 4.º \| Florian Lipowitz \| Red Bull-Bora-Hansgrohe \| + 24 s \| \| \| 5.º \| Mathieu van der Poel \| Alpecin-Deceuninck \| + 29 s \| \| \| 6.º \| Edward Dunbar \| Team Jayco AlUla \| + 37 s \| \| \| 7.º \| Brieuc Rolland \| Groupama-FDJ \| + 37 s \| \| \| 8.º \| Andreas Leknessund \| Uno-X Mobility \| + 37 s \| \| \| 9.º \| Tadej Pogačar \| UAE Team Emirates XRG \| + 1 min 06 s \| \| \| 10.º \| Fred Wright \| Bahrain Victorious \| + 1 min 12 s \| \| |                      |                         |                  |
| |                      |                         |                  |
| Fuente: ProCyclingStats |                      |                         |                  |
| Clasificación general |                      |                         |                  |
| Ciclista | Ciclista             | Equipo                  | Tiempo           |
| 1.º | Iván Romeo           | Movistar Team           | 14 h 09 min 01 s |
| 2.º | Louis Barré          | Intermarché-Wanty       | + 17 s           |
| 3.º | Harold Tejada        | XDS Astana Team         | + 18 s           |
| 4.º | Florian Lipowitz     | Red Bull-Bora-Hansgrohe | + 24 s           |
| 5.º | Mathieu van der Poel | Alpecin-Deceuninck      | + 29 s           |
| 6.º | Edward Dunbar        | Team Jayco AlUla        | + 37 s           |
| 7.º | Brieuc Rolland       | Groupama-FDJ            | + 37 s           |
| 8.º | Andreas Leknessund   | Uno-X Mobility          | + 37 s           |
| 9.º | Tadej Pogačar        | UAE Team Emirates XRG   | + 1 min 06 s     |
| 10.º | Fred Wright          | Bahrain Victorious      | + 1 min 12 s     |

### 4.ª etapa
| Charmes-sur-Rhône - Saint-Péray | contrarreloj individual | (17,4 km) |

| \| Clasificación de la etapa \| Clasificación de la etapa \| Clasificación de la etapa \| Clasificación de la etapa \| Clasificación de la etapa \| \| Ciclista \| Ciclista \| Equipo \| Tiempo \| \| \| ------------------------- \| ------------------------- \| -------------------------- \| ------------------------- \| ------------------------- \| \| 1.º \| Remco Evenepoel \| Soudal Quick-Step \| 20 min 50 s \| \| \| 2.º \| Jonas Vingegaard \| Team Visma \\| Lease a Bike \| + 21 s \| \| \| 3.º \| Matteo Jorgenson \| Team Visma \\| Lease a Bike \| + 38 s \| \| \| 4.º \| Tadej Pogačar \| UAE Team Emirates XRG \| + 49 s \| \| \| 5.º \| Florian Lipowitz \| Red Bull-Bora-Hansgrohe \| + 57 s \| \| \| 6.º \| Mathieu van der Poel \| Alpecin-Deceuninck \| + 1 min 02 s \| \| \| 7.º \| Rémi Cavagna \| Groupama-FDJ \| + 1 min 07 s \| \| \| 8.º \| Edward Dunbar \| Team Jayco AlUla \| + 1 min 10 s \| \| \| 9.º \| Tobias Foss \| Ineos Grenadiers \| + 1 min 10 s \| \| \| 10.º \| Paul Seixas \| Decathlon-AG2R La Mondiale \| + 1 min 12 s \| \| |                      |                            |              |
| |                      |                            |              |
| Fuente: ProCyclingStats |                      |                            |              |
| Clasificación de la etapa |                      |                            |              |
| Ciclista | Ciclista             | Equipo                     | Tiempo       |
| 1.º | Remco Evenepoel      | Soudal Quick-Step          | 20 min 50 s  |
| 2.º | Jonas Vingegaard     | Team Visma \| Lease a Bike | + 21 s       |
| 3.º | Matteo Jorgenson     | Team Visma \| Lease a Bike | + 38 s       |
| 4.º | Tadej Pogačar        | UAE Team Emirates XRG      | + 49 s       |
| 5.º | Florian Lipowitz     | Red Bull-Bora-Hansgrohe    | + 57 s       |
| 6.º | Mathieu van der Poel | Alpecin-Deceuninck         | + 1 min 02 s |
| 7.º | Rémi Cavagna         | Groupama-FDJ               | + 1 min 07 s |
| 8.º | Edward Dunbar        | Team Jayco AlUla           | + 1 min 10 s |
| 9.º | Tobias Foss          | Ineos Grenadiers           | + 1 min 10 s |
| 10.º | Paul Seixas          | Decathlon-AG2R La Mondiale | + 1 min 12 s |

| \| Clasificación general \| Clasificación general \| Clasificación general \| Clasificación general \| Clasificación general \| \| Ciclista \| Ciclista \| Equipo \| Tiempo \| \| \| --------------------- \| --------------------- \| -------------------------- \| --------------------- \| --------------------- \| \| 1.º \| Remco Evenepoel \| Soudal Quick-Step \| 14 h 31 min 08 s \| \| \| 2.º \| Florian Lipowitz \| Red Bull-Bora-Hansgrohe \| + 4 s \| \| \| 3.º \| Iván Romeo \| Movistar Team \| + 9 s \| \| \| 4.º \| Mathieu van der Poel \| Alpecin-Deceuninck \| + 14 s \| \| \| 5.º \| Jonas Vingegaard \| Team Visma \\| Lease a Bike \| + 16 s \| \| \| 6.º \| Edward Dunbar \| Team Jayco AlUla \| + 30 s \| \| \| 7.º \| Harold Tejada \| XDS Astana Team \| + 30 s \| \| \| 8.º \| Tadej Pogačar \| UAE Team Emirates XRG \| + 38 s \| \| \| 9.º \| Matteo Jorgenson \| Team Visma \\| Lease a Bike \| + 39 s \| \| \| 10.º \| Louis Barré \| Intermarché-Wanty \| + 1 min 03 s \| \| |                      |                            |                  |
| |                      |                            |                  |
| Fuente: ProCyclingStats |                      |                            |                  |
| Clasificación general |                      |                            |                  |
| Ciclista | Ciclista             | Equipo                     | Tiempo           |
| 1.º | Remco Evenepoel      | Soudal Quick-Step          | 14 h 31 min 08 s |
| 2.º | Florian Lipowitz     | Red Bull-Bora-Hansgrohe    | + 4 s            |
| 3.º | Iván Romeo           | Movistar Team              | + 9 s            |
| 4.º | Mathieu van der Poel | Alpecin-Deceuninck         | + 14 s           |
| 5.º | Jonas Vingegaard     | Team Visma \| Lease a Bike | + 16 s           |
| 6.º | Edward Dunbar        | Team Jayco AlUla           | + 30 s           |
| 7.º | Harold Tejada        | XDS Astana Team            | + 30 s           |
| 8.º | Tadej Pogačar        | UAE Team Emirates XRG      | + 38 s           |
| 9.º | Matteo Jorgenson     | Team Visma \| Lease a Bike | + 39 s           |
| 10.º | Louis Barré          | Intermarché-Wanty          | + 1 min 03 s     |

### 5.ª etapa
| Saint-Priest - Mâcon | etapa escarpada | (183 km) |

| \| Clasificación de la etapa \| Clasificación de la etapa \| Clasificación de la etapa \| Clasificación de la etapa \| Clasificación de la etapa \| \| Ciclista \| Ciclista \| Equipo \| Tiempo \| \| \| ------------------------- \| ------------------------- \| -------------------------- \| ------------------------- \| ------------------------- \| \| 1.º \| Jake Stewart \| Israel-Premier Tech \| 4 h 03 min 46 s \| \| \| 2.º \| Axel Laurance \| Ineos Grenadiers \| + 0 s \| \| \| 3.º \| Søren Wærenskjold \| Uno-X Mobility \| + 0 s \| \| \| 4.º \| Laurence Pithie \| Red Bull-Bora-Hansgrohe \| + 0 s \| \| \| 5.º \| Jonathan Milan \| Lidl-Trek \| + 0 s \| \| \| 6.º \| Paul Penhoët \| Groupama-FDJ \| + 0 s \| \| \| 7.º \| Émilien Jeannière \| Team TotalEnergies \| + 0 s \| \| \| 8.º \| Fred Wright \| Bahrain Victorious \| + 0 s \| \| \| 9.º \| Mathieu van der Poel \| Alpecin-Deceuninck \| + 0 s \| \| \| 10.º \| Bastien Tronchon \| Decathlon-AG2R La Mondiale \| + 0 s \| \| |                      |                            |                 |
| |                      |                            |                 |
| Fuente: ProCyclingStats |                      |                            |                 |
| Clasificación de la etapa |                      |                            |                 |
| Ciclista | Ciclista             | Equipo                     | Tiempo          |
| 1.º | Jake Stewart         | Israel-Premier Tech        | 4 h 03 min 46 s |
| 2.º | Axel Laurance        | Ineos Grenadiers           | + 0 s           |
| 3.º | Søren Wærenskjold    | Uno-X Mobility             | + 0 s           |
| 4.º | Laurence Pithie      | Red Bull-Bora-Hansgrohe    | + 0 s           |
| 5.º | Jonathan Milan       | Lidl-Trek                  | + 0 s           |
| 6.º | Paul Penhoët         | Groupama-FDJ               | + 0 s           |
| 7.º | Émilien Jeannière    | Team TotalEnergies         | + 0 s           |
| 8.º | Fred Wright          | Bahrain Victorious         | + 0 s           |
| 9.º | Mathieu van der Poel | Alpecin-Deceuninck         | + 0 s           |
| 10.º | Bastien Tronchon     | Decathlon-AG2R La Mondiale | + 0 s           |

| \| Clasificación general \| Clasificación general \| Clasificación general \| Clasificación general \| Clasificación general \| \| Ciclista \| Ciclista \| Equipo \| Tiempo \| \| \| --------------------- \| --------------------- \| -------------------------- \| --------------------- \| --------------------- \| \| 1.º \| Remco Evenepoel \| Soudal Quick-Step \| 18 h 34 min 54 s \| \| \| 2.º \| Florian Lipowitz \| Red Bull-Bora-Hansgrohe \| + 4 s \| \| \| 3.º \| Mathieu van der Poel \| Alpecin-Deceuninck \| + 14 s \| \| \| 4.º \| Jonas Vingegaard \| Team Visma \\| Lease a Bike \| + 16 s \| \| \| 5.º \| Edward Dunbar \| Team Jayco AlUla \| + 30 s \| \| \| 6.º \| Iván Romeo \| Movistar Team \| + 31 s \| \| \| 7.º \| Tadej Pogačar \| UAE Team Emirates XRG \| + 38 s \| \| \| 8.º \| Matteo Jorgenson \| Team Visma \\| Lease a Bike \| + 39 s \| \| \| 9.º \| Fred Wright \| Bahrain Victorious \| + 1 min 16 s \| \| \| 10.º \| Alexéi Lutsenko \| Israel-Premier Tech \| + 1 min 24 s \| \| |                      |                            |                  |
| |                      |                            |                  |
| Fuente: ProCyclingStats |                      |                            |                  |
| Clasificación general |                      |                            |                  |
| Ciclista | Ciclista             | Equipo                     | Tiempo           |
| 1.º | Remco Evenepoel      | Soudal Quick-Step          | 18 h 34 min 54 s |
| 2.º | Florian Lipowitz     | Red Bull-Bora-Hansgrohe    | + 4 s            |
| 3.º | Mathieu van der Poel | Alpecin-Deceuninck         | + 14 s           |
| 4.º | Jonas Vingegaard     | Team Visma \| Lease a Bike | + 16 s           |
| 5.º | Edward Dunbar        | Team Jayco AlUla           | + 30 s           |
| 6.º | Iván Romeo           | Movistar Team              | + 31 s           |
| 7.º | Tadej Pogačar        | UAE Team Emirates XRG      | + 38 s           |
| 8.º | Matteo Jorgenson     | Team Visma \| Lease a Bike | + 39 s           |
| 9.º | Fred Wright          | Bahrain Victorious         | + 1 min 16 s     |
| 10.º | Alexéi Lutsenko      | Israel-Premier Tech        | + 1 min 24 s     |

### 6.ª etapa
| Valserhône - Combloux | etapa de media montaña | (126,7 km) |

| \| Clasificación de la etapa \| Clasificación de la etapa \| Clasificación de la etapa \| Clasificación de la etapa \| Clasificación de la etapa \| \| Ciclista \| Ciclista \| Equipo \| Tiempo \| \| \| ------------------------- \| -------------------------- \| -------------------------- \| ------------------------- \| ------------------------- \| \| 1.º \| Tadej Pogačar \| UAE Team Emirates XRG \| 2 h 59 min 46 s \| \| \| 2.º \| Jonas Vingegaard \| Team Visma \\| Lease a Bike \| + 1 min 01 s \| \| \| 3.º \| Florian Lipowitz \| Red Bull-Bora-Hansgrohe \| + 1 min 22 s \| \| \| 4.º \| Matteo Jorgenson \| Team Visma \\| Lease a Bike \| + 1 min 30 s \| \| \| 5.º \| Remco Evenepoel \| Soudal Quick-Step \| + 1 min 50 s \| \| \| 6.º \| Alex Baudin \| EF Education-EasyPost \| + 1 min 56 s \| \| \| 7.º \| Tobias Halland Johannessen \| Uno-X Mobility \| + 2 min 03 s \| \| \| 8.º \| Louis Barré \| Intermarché-Wanty \| + 2 min 04 s \| \| \| 9.º \| Ben Tulett \| Team Visma \\| Lease a Bike \| + 2 min 04 s \| \| \| 10.º \| Paul Seixas \| Decathlon-AG2R La Mondiale \| + 2 min 04 s \| \| |                            |                            |                 |
| |                            |                            |                 |
| Fuentes: ProCyclingStats Cycling Quotient |                            |                            |                 |
| Clasificación de la etapa |                            |                            |                 |
| Ciclista | Ciclista                   | Equipo                     | Tiempo          |
| 1.º | Tadej Pogačar              | UAE Team Emirates XRG      | 2 h 59 min 46 s |
| 2.º | Jonas Vingegaard           | Team Visma \| Lease a Bike | + 1 min 01 s    |
| 3.º | Florian Lipowitz           | Red Bull-Bora-Hansgrohe    | + 1 min 22 s    |
| 4.º | Matteo Jorgenson           | Team Visma \| Lease a Bike | + 1 min 30 s    |
| 5.º | Remco Evenepoel            | Soudal Quick-Step          | + 1 min 50 s    |
| 6.º | Alex Baudin                | EF Education-EasyPost      | + 1 min 56 s    |
| 7.º | Tobias Halland Johannessen | Uno-X Mobility             | + 2 min 03 s    |
| 8.º | Louis Barré                | Intermarché-Wanty          | + 2 min 04 s    |
| 9.º | Ben Tulett                 | Team Visma \| Lease a Bike | + 2 min 04 s    |
| 10.º | Paul Seixas                | Decathlon-AG2R La Mondiale | + 2 min 04 s    |

| \| Clasificación general \| Clasificación general \| Clasificación general \| Clasificación general \| Clasificación general \| \| Ciclista \| Ciclista \| Equipo \| Tiempo \| \| \| --------------------- \| -------------------------- \| -------------------------- \| --------------------- \| --------------------- \| \| 1.º \| Tadej Pogačar \| UAE Team Emirates XRG \| 21 h 35 min 08 s \| \| \| 2.º \| Jonas Vingegaard \| Team Visma \\| Lease a Bike \| + 43 s \| \| \| 3.º \| Florian Lipowitz \| Red Bull-Bora-Hansgrohe \| + 54 s \| \| \| 4.º \| Remco Evenepoel \| Soudal Quick-Step \| + 1 min 22 s \| \| \| 5.º \| Matteo Jorgenson \| Team Visma \\| Lease a Bike \| + 1 min 41 s \| \| \| 6.º \| Edward Dunbar \| Team Jayco AlUla \| + 2 min 28 s \| \| \| 7.º \| Louis Barré \| Intermarché-Wanty \| + 2 min 39 s \| \| \| 8.º \| Paul Seixas \| Decathlon-AG2R La Mondiale \| + 2 min 49 s \| \| \| 9.º \| Tobias Halland Johannessen \| Uno-X Mobility \| + 3 min 21 s \| \| \| 10.º \| Ben Tulett \| Team Visma \\| Lease a Bike \| + 3 min 26 s \| \| |                            |                            |                  |
| |                            |                            |                  |
| Fuentes: ProCyclingStats Cycling Quotient |                            |                            |                  |
| Clasificación general |                            |                            |                  |
| Ciclista | Ciclista                   | Equipo                     | Tiempo           |
| 1.º | Tadej Pogačar              | UAE Team Emirates XRG      | 21 h 35 min 08 s |
| 2.º | Jonas Vingegaard           | Team Visma \| Lease a Bike | + 43 s           |
| 3.º | Florian Lipowitz           | Red Bull-Bora-Hansgrohe    | + 54 s           |
| 4.º | Remco Evenepoel            | Soudal Quick-Step          | + 1 min 22 s     |
| 5.º | Matteo Jorgenson           | Team Visma \| Lease a Bike | + 1 min 41 s     |
| 6.º | Edward Dunbar              | Team Jayco AlUla           | + 2 min 28 s     |
| 7.º | Louis Barré                | Intermarché-Wanty          | + 2 min 39 s     |
| 8.º | Paul Seixas                | Decathlon-AG2R La Mondiale | + 2 min 49 s     |
| 9.º | Tobias Halland Johannessen | Uno-X Mobility             | + 3 min 21 s     |
| 10.º | Ben Tulett                 | Team Visma \| Lease a Bike | + 3 min 26 s     |

### 7.ª etapa
| Grand-Aigueblanche - Valmeinier | etapa de montaña | (131,6 km) |

| \| Clasificación de la etapa \| Clasificación de la etapa \| Clasificación de la etapa \| Clasificación de la etapa \| Clasificación de la etapa \| \| Ciclista \| Ciclista \| Equipo \| Tiempo \| \| \| ------------------------- \| -------------------------- \| -------------------------- \| ------------------------- \| ------------------------- \| \| 1.º \| Tadej Pogačar \| UAE Team Emirates XRG \| 4 h 10 min 00 s \| \| \| 2.º \| Jonas Vingegaard \| Team Visma \\| Lease a Bike \| + 14 s \| \| \| 3.º \| Florian Lipowitz \| Red Bull-Bora-Hansgrohe \| + 1 min 21 s \| \| \| 4.º \| Tobias Halland Johannessen \| Uno-X Mobility \| + 2 min 26 s \| \| \| 5.º \| Remco Evenepoel \| Soudal Quick-Step \| + 2 min 36 s \| \| \| 6.º \| Ben Tulett \| Team Visma \\| Lease a Bike \| + 3 min 48 s \| \| \| 7.º \| Enric Mas \| Movistar Team \| + 3 min 48 s \| \| \| 8.º \| Emanuel Buchmann \| Cofidis \| + 3 min 50 s \| \| \| 9.º \| Carlos Rodríguez \| Ineos Grenadiers \| + 3 min 50 s \| \| \| 10.º \| Guillaume Martin-Guyonnet \| Groupama-FDJ \| + 3 min 50 s \| \| |                            |                            |                 |
| |                            |                            |                 |
| Fuente: ProCyclingStats |                            |                            |                 |
| Clasificación de la etapa |                            |                            |                 |
| Ciclista | Ciclista                   | Equipo                     | Tiempo          |
| 1.º | Tadej Pogačar              | UAE Team Emirates XRG      | 4 h 10 min 00 s |
| 2.º | Jonas Vingegaard           | Team Visma \| Lease a Bike | + 14 s          |
| 3.º | Florian Lipowitz           | Red Bull-Bora-Hansgrohe    | + 1 min 21 s    |
| 4.º | Tobias Halland Johannessen | Uno-X Mobility             | + 2 min 26 s    |
| 5.º | Remco Evenepoel            | Soudal Quick-Step          | + 2 min 36 s    |
| 6.º | Ben Tulett                 | Team Visma \| Lease a Bike | + 3 min 48 s    |
| 7.º | Enric Mas                  | Movistar Team              | + 3 min 48 s    |
| 8.º | Emanuel Buchmann           | Cofidis                    | + 3 min 50 s    |
| 9.º | Carlos Rodríguez           | Ineos Grenadiers           | + 3 min 50 s    |
| 10.º | Guillaume Martin-Guyonnet  | Groupama-FDJ               | + 3 min 50 s    |

| \| Clasificación general \| Clasificación general \| Clasificación general \| Clasificación general \| Clasificación general \| \| Ciclista \| Ciclista \| Equipo \| Tiempo \| \| \| --------------------- \| -------------------------- \| -------------------------- \| --------------------- \| --------------------- \| \| 1.º \| Tadej Pogačar \| UAE Team Emirates XRG \| 25 h 44 min 58 s \| \| \| 2.º \| Jonas Vingegaard \| Team Visma \\| Lease a Bike \| + 1 min 01 s \| \| \| 3.º \| Florian Lipowitz \| Red Bull-Bora-Hansgrohe \| + 2 min 21 s \| \| \| 4.º \| Remco Evenepoel \| Soudal Quick-Step \| + 4 min 11 s \| \| \| 5.º \| Tobias Halland Johannessen \| Uno-X Mobility \| + 5 min 55 s \| \| \| 6.º \| Paul Seixas \| Decathlon-AG2R La Mondiale \| + 6 min 50 s \| \| \| 7.º \| Matteo Jorgenson \| Team Visma \\| Lease a Bike \| + 7 min 18 s \| \| \| 8.º \| Ben Tulett \| Team Visma \\| Lease a Bike \| + 7 min 24 s \| \| \| 9.º \| Carlos Rodríguez \| Ineos Grenadiers \| + 7 min 41 s \| \| \| 10.º \| Enric Mas \| Movistar Team \| + 7 min 43 s \| \| |                            |                            |                  |
| |                            |                            |                  |
| Fuente: ProCyclingStats |                            |                            |                  |
| Clasificación general |                            |                            |                  |
| Ciclista | Ciclista                   | Equipo                     | Tiempo           |
| 1.º | Tadej Pogačar              | UAE Team Emirates XRG      | 25 h 44 min 58 s |
| 2.º | Jonas Vingegaard           | Team Visma \| Lease a Bike | + 1 min 01 s     |
| 3.º | Florian Lipowitz           | Red Bull-Bora-Hansgrohe    | + 2 min 21 s     |
| 4.º | Remco Evenepoel            | Soudal Quick-Step          | + 4 min 11 s     |
| 5.º | Tobias Halland Johannessen | Uno-X Mobility             | + 5 min 55 s     |
| 6.º | Paul Seixas                | Decathlon-AG2R La Mondiale | + 6 min 50 s     |
| 7.º | Matteo Jorgenson           | Team Visma \| Lease a Bike | + 7 min 18 s     |
| 8.º | Ben Tulett                 | Team Visma \| Lease a Bike | + 7 min 24 s     |
| 9.º | Carlos Rodríguez           | Ineos Grenadiers           | + 7 min 41 s     |
| 10.º | Enric Mas                  | Movistar Team              | + 7 min 43 s     |

### 8.ª etapa
| Val-d'Arc - Mont Cenis | etapa de montaña | (133,3 km) |

| \| Clasificación de la etapa \| Clasificación de la etapa \| Clasificación de la etapa \| Clasificación de la etapa \| Clasificación de la etapa \| \| Ciclista \| Ciclista \| Equipo \| Tiempo \| \| \| ------------------------- \| -------------------------- \| -------------------------- \| ------------------------- \| ------------------------- \| \| 1.º \| Lenny Martinez \| Bahrain Victorious \| 3 h 34 min 18 s \| \| \| 2.º \| Jonas Vingegaard \| Team Visma \\| Lease a Bike \| + 34 s \| \| \| 3.º \| Tadej Pogačar \| UAE Team Emirates XRG \| + 34 s \| \| \| 4.º \| Matteo Jorgenson \| Team Visma \\| Lease a Bike \| + 40 s \| \| \| 5.º \| Remco Evenepoel \| Soudal Quick-Step \| + 40 s \| \| \| 6.º \| Enric Mas \| Movistar Team \| + 45 s \| \| \| 7.º \| Florian Lipowitz \| Red Bull-Bora-Hansgrohe \| + 47 s \| \| \| 8.º \| Tobias Halland Johannessen \| Uno-X Mobility \| + 47 s \| \| \| 9.º \| Ben Healy \| EF Education-EasyPost \| + 1 min 01 s \| \| \| 10.º \| Sepp Kuss \| Team Visma \\| Lease a Bike \| + 1 min 01 s \| \| |                            |                            |                 |
| |                            |                            |                 |
| Fuente: ProCyclingStats |                            |                            |                 |
| Clasificación de la etapa |                            |                            |                 |
| Ciclista | Ciclista                   | Equipo                     | Tiempo          |
| 1.º | Lenny Martinez             | Bahrain Victorious         | 3 h 34 min 18 s |
| 2.º | Jonas Vingegaard           | Team Visma \| Lease a Bike | + 34 s          |
| 3.º | Tadej Pogačar              | UAE Team Emirates XRG      | + 34 s          |
| 4.º | Matteo Jorgenson           | Team Visma \| Lease a Bike | + 40 s          |
| 5.º | Remco Evenepoel            | Soudal Quick-Step          | + 40 s          |
| 6.º | Enric Mas                  | Movistar Team              | + 45 s          |
| 7.º | Florian Lipowitz           | Red Bull-Bora-Hansgrohe    | + 47 s          |
| 8.º | Tobias Halland Johannessen | Uno-X Mobility             | + 47 s          |
| 9.º | Ben Healy                  | EF Education-EasyPost      | + 1 min 01 s    |
| 10.º | Sepp Kuss                  | Team Visma \| Lease a Bike | + 1 min 01 s    |

## Clasificaciones finales
- Las clasificaciones finalizaron de la siguiente forma:[5]

### Clasificación general
| \| Clasificación general \| Clasificación general \| Clasificación general \| Clasificación general \| Clasificación general \| \| Ciclista \| Ciclista \| Equipo \| Tiempo \| \| \| --------------------- \| -------------------------- \| -------------------------- \| --------------------- \| --------------------- \| \| 1.º \| Tadej Pogačar \| UAE Team Emirates XRG \| 29 h 19 min 46 s \| \| \| 2.º \| Jonas Vingegaard \| Team Visma \\| Lease a Bike \| + 59 s \| \| \| 3.º \| Florian Lipowitz \| Red Bull-Bora-Hansgrohe \| + 2 min 38 s \| \| \| 4.º \| Remco Evenepoel \| Soudal Quick-Step \| + 4 min 12 s \| \| \| 5.º \| Tobias Halland Johannessen \| Uno-X Mobility \| + 6 min 12 s \| \| \| 6.º \| Matteo Jorgenson \| Team Visma \\| Lease a Bike \| + 7 min 28 s \| \| \| 7.º \| Enric Mas \| Movistar Team \| + 7 min 57 s \| \| \| 8.º \| Paul Seixas \| Decathlon-AG2R La Mondiale \| + 8 min 25 s \| \| \| 9.º \| Carlos Rodríguez \| Ineos Grenadiers \| + 8 min 57 s \| \| \| 10.º \| Guillaume Martin-Guyonnet \| Groupama-FDJ \| + 10 min 01 s \| \| |                            |                            |                  |
| |                            |                            |                  |
| Fuentes: ProCyclingStats Cycling Quotient |                            |                            |                  |
| Clasificación general |                            |                            |                  |
| Ciclista | Ciclista                   | Equipo                     | Tiempo           |
| 1.º | Tadej Pogačar              | UAE Team Emirates XRG      | 29 h 19 min 46 s |
| 2.º | Jonas Vingegaard           | Team Visma \| Lease a Bike | + 59 s           |
| 3.º | Florian Lipowitz           | Red Bull-Bora-Hansgrohe    | + 2 min 38 s     |
| 4.º | Remco Evenepoel            | Soudal Quick-Step          | + 4 min 12 s     |
| 5.º | Tobias Halland Johannessen | Uno-X Mobility             | + 6 min 12 s     |
| 6.º | Matteo Jorgenson           | Team Visma \| Lease a Bike | + 7 min 28 s     |
| 7.º | Enric Mas                  | Movistar Team              | + 7 min 57 s     |
| 8.º | Paul Seixas                | Decathlon-AG2R La Mondiale | + 8 min 25 s     |
| 9.º | Carlos Rodríguez           | Ineos Grenadiers           | + 8 min 57 s     |
| 10.º | Guillaume Martin-Guyonnet  | Groupama-FDJ               | + 10 min 01 s    |

### Clasificación de la montaña
| Clasificación de la montaña | Clasificación de la montaña | Clasificación de la montaña | Clasificación de la montaña | Clasificación de la montaña |
| Ciclista                    | Ciclista                    | Equipo                      | Puntos                      |                             |
| --------------------------- | --------------------------- | --------------------------- | --------------------------- | --------------------------- |
| 1.º                         | Bruno Armirail              | Decathlon-AG2R La Mondiale  | 36 pts                      |                             |
| 2.º                         | Tadej Pogačar               | UAE Team Emirates XRG       | 33 pts                      |                             |
| 3.º                         | Sergio Higuita              | XDS Astana Team             | 27 pts                      |                             |
| 4.º                         | Jonas Vingegaard            | Team Visma \| Lease a Bike  | 26 pts                      |                             |
| 5.º                         | Lenny Martinez              | Bahrain Victorious          | 23 pts                      |                             |
| 6.º                         | Juan Guillermo Martínez     | Team Picnic-PostNL          | 18 pts                      |                             |
| 7.º                         | Romain Bardet               | Team Picnic-PostNL          | 16 pts                      |                             |
| 8.º                         | Florian Lipowitz            | Red Bull-Bora-Hansgrohe     | 15 pts                      |                             |
| 9.º                         | Mathieu van der Poel        | Alpecin-Deceuninck          | 14 pts                      |                             |
| 10.º                        | Alex Baudin                 | EF Education-EasyPost       | 13 pts                      |                             |

### Clasificación de los puntos
| Clasificación por puntos | Clasificación por puntos | Clasificación por puntos   | Clasificación por puntos | Clasificación por puntos |
| Ciclista                 | Ciclista                 | Equipo                     | Puntos                   |                          |
| ------------------------ | ------------------------ | -------------------------- | ------------------------ | ------------------------ |
| 1.º                      | Tadej Pogačar            | UAE Team Emirates XRG      | 79 pts                   |                          |
| 2.º                      | Mathieu van der Poel     | Alpecin-Deceuninck         | 79 pts                   |                          |
| 3.º                      | Jonas Vingegaard         | Team Visma \| Lease a Bike | 70 pts                   |                          |
| 4.º                      | Jonas Vingegaard         | Team Visma \| Lease a Bike | 26 pts                   |                          |
| 5.º                      | Lenny Martinez           | Bahrain Victorious         | 23 pts                   |                          |
| 6.º                      | Juan Guillermo Martínez  | Team Picnic-PostNL         | 18 pts                   |                          |
| 7.º                      | Romain Bardet            | Team Picnic-PostNL         | 16 pts                   |                          |
| 8.º                      | Florian Lipowitz         | Red Bull-Bora-Hansgrohe    | 15 pts                   |                          |
| 9.º                      | Mathieu van der Poel     | Alpecin-Deceuninck         | 14 pts                   |                          |
| 10.º                     | Alex Baudin              | EF Education-EasyPost      | 13 pts                   |                          |

### Clasificación de los jóvenes
| Clasificación del mejor joven | Clasificación del mejor joven | Clasificación del mejor joven | Clasificación del mejor joven | Clasificación del mejor joven |
| Ciclista                      | Ciclista                      | Equipo                        | Tiempo                        |                               |
| ----------------------------- | ----------------------------- | ----------------------------- | ----------------------------- | ----------------------------- |
| 1.º                           | Florian Lipowitz              | Red Bull-Bora-Hansgrohe       |                               |                               |
| 2.º                           | Remco Evenepoel               | Soudal Quick-Step             | + 1 min 43 s                  |                               |

### Clasificación por equipos
| Clasificación por equipos | Clasificación por equipos  | Clasificación por equipos | Clasificación por equipos |
| Equipo                    | Equipo                     | Tiempo                    |                           |
| ------------------------- | -------------------------- | ------------------------- | ------------------------- |
| 1.º                       | Team Visma \| Lease a Bike |                           |                           |

## Evolución de las clasificaciones
| Etapa                   |                         | Ganador _       | Clasificación general | Puntos               | Montaña        | Jóvenes          | Combatividad         | Equipo                     |
| ----------------------- | ----------------------- | --------------- | --------------------- | -------------------- | -------------- | ---------------- | -------------------- | -------------------------- |
| 1.ª etapa               | etapa escarpada         | Tadej Pogačar   | Tadej Pogačar         | Tadej Pogačar        | Paul Ourselin  | Remco Evenepoel  | Pierre Thierry       | Team Visma \| Lease a Bike |
| 2.ª etapa               | etapa escarpada         | Jonathan Milan  | Jonathan Milan        | Mathieu van der Poel | Paul Ourselin  | Jonathan Milan   | Paul Ourselin        | Team Visma \| Lease a Bike |
| 3.ª etapa               | etapa escarpada         | Iván Romeo      | Iván Romeo            | Mathieu van der Poel | Paul Ourselin  | Iván Romeo       | Mathieu van der Poel | Movistar Team              |
| 4.ª etapa               | contrarreloj individual | Remco Evenepoel | Remco Evenepoel       | Mathieu van der Poel | Paul Ourselin  | Remco Evenepoel  | no otorgado          | Team Visma \| Lease a Bike |
| 5.ª etapa               | etapa escarpada         | Jake Stewart    | Remco Evenepoel       | Mathieu van der Poel | Paul Ourselin  | Remco Evenepoel  | Benjamin Thomas      | Team Visma \| Lease a Bike |
| 6.ª etapa               | etapa de media montaña  | Tadej Pogačar   | Tadej Pogačar         | Mathieu van der Poel | Alex Baudin    | Florian Lipowitz | Alex Baudin          | Team Visma \| Lease a Bike |
| 7.ª etapa               | etapa de montaña        | Tadej Pogačar   | Tadej Pogačar         | Tadej Pogačar        | Tadej Pogačar  | Florian Lipowitz | Romain Bardet        | Team Visma \| Lease a Bike |
| 8.ª etapa               | etapa de montaña        | Lenny Martinez  | Tadej Pogačar         | Tadej Pogačar        | Bruno Armirail | Florian Lipowitz | Mathieu van der Poel | Team Visma \| Lease a Bike |
| Clasificaciones finales | Clasificaciones finales |                 | Tadej Pogačar         | Tadej Pogačar        | Bruno Armirail | Florian Lipowitz | no otorgado          | Team Visma \| Lease a Bike |

## Ciclistas participantes y posiciones finales
Convenciones:
- AB-N: Abandono en la etapa N
- FLT-N: Retiro por arribo fuera del límite de tiempo en la etapa N
- NTS-N: No tomó la salida para la etapa N
- DES-N: Descalificado o expulsado en la etapa N

## UCI World Ranking
El Critérium del Dauphiné otorgó puntos para el UCI World Ranking para corredores de los equipos en las categorías UCI WorldTeam, UCI ProTeam y Continental. Las siguientes tablas son el baremo de puntuación y los diez corredores que obtuvieron más puntos:
| Posición              | 1.º | 2.º | 3.º | 4.º | 5.º | 6.º | 7.º | 8.º | 9.º | 10.º | 11.º | 12.º | 13.º | 14.º | 15.º | 16.º-20.º | 21.º-30.º | 31.º-50.º | 51.º-55.º | 56.º-60.º |
| Clasificación general | 500 | 400 | 325 | 275 | 225 | 175 | 150 | 125 | 100 | 85   | 70   | 60   | 50   | 40   | 35   | 30        | 20        | 10        | 5         | 3         |
| Por etapa             | 60  | 25  | 10  |     |     |     |     |     |     |      |      |      |      |      |      |           |           |           |           |           |
| Líder                 | 10  |     |     |     |     |     |     |     |     |      |      |      |      |      |      |           |           |           |           |           |

| Clasificación |                            |                            |         |       |       |       |
| Posición      | Ciclista                   | Equipo                     | General | Etapa | Líder | Total |
| ------------- | -------------------------- | -------------------------- | ------- | ----- | ----- | ----- |
| 1.º           | Tadej Pogačar              | UAE Emirates XRG           | 500     | 235   | 30    | 765   |
| 2.º           | Jonas Vingegaard           | Visma \| Lease a Bike      | 400     | 200   | -     | 600   |
| 3.º           | Florian Lipowitz           | Red Bull-BORA-hansgrohe    | 325     | 115   | -     | 440   |
| 4.º           | Remco Evenepoel            | Soudal Quick-Step          | 275     | 145   | 20    | 440   |
| 5.º           | Tobias Halland Johannessen | Uno-X Mobility             | 225     | 43    | -     | 268   |
| 6.º           | Matteo Jorgenson           | Visma \| Lease a Bike      | 175     | 80    | -     | 255   |
| 7.º           | Enric Mas                  | Movistar                   | 150     | 25    | -     | 175   |
| 8.º           | Paul Seixas                | Decathlon AG2R La Mondiale | 125     | 4     | -     | 129   |
| 9.º           | Carlos Rodríguez           | INEOS Grenadiers           | 100     | 5     | -     | 105   |
| 10.º          | Mathieu van der Poel       | Alpecin-Deceuninck         | 3       | 100   | -     | 103   |